# Funktionszeit
Das Funktionszeitmodell ist ein Arbeitszeitmodell und stellt eine Variante des Gleitzeitmodells dar. Es wird auch als variable Arbeitszeit oder als zeitautonome Arbeitsgruppe bezeichnet. Dabei werden für jeden einzelnen Mitarbeiter keine verpflichtenden Anwesenheitszeiten (Kernzeiten) mehr vorgeschrieben, sondern betrieblich vereinbarte Funktionszeiten definiert, an denen einzelne Betriebsbereiche funktionsfähig sein müssen. Ausgehend von dieser zentralen Vorgabe übernimmt die Arbeitsgruppe bzw. das Team die Koordination der Dauer und die Lage der Arbeitszeit ebenso autonom wie die Planung von Urlaub oder Anwesenheitszeiten an bestimmten Tagen. Das Funktionszeitmodell ermöglicht in Absprache mit dem Team auch ganze freie Tage, da im Mittelpunkt weniger die Anwesenheit des Beschäftigten als vielmehr das Arbeitsergebnis des Teams steht. Kann dies in Abstimmung mit dem Vorgesetzten erreicht werden, haben die Beschäftigten im Rahmen des Tarif- und Arbeitszeitrechts flexible Gestaltungsmöglichkeiten. Die Verbreitung von Funktionszeiten beläuft sich insbesondere auf Banken, Versicherungen und im Öffentlichen Dienst. Grundsätzlich setzt das Arbeitszeitmodell der Funktionszeit das Bestehen einer guten Kooperationsfähigkeit im Team bzw. in der Arbeitsgruppe voraus. Für die individuellen Absprachen und die Regelung zahlreicher Aspekte im Team ist eine hohe soziale Kompetenz erforderlich. Darüber hinaus stellt die Einrichtung und Führung eines Arbeitszeitkontos zur kontinuierlichen Dokumentation der Arbeitszeit eine notwendige Voraussetzung dar.

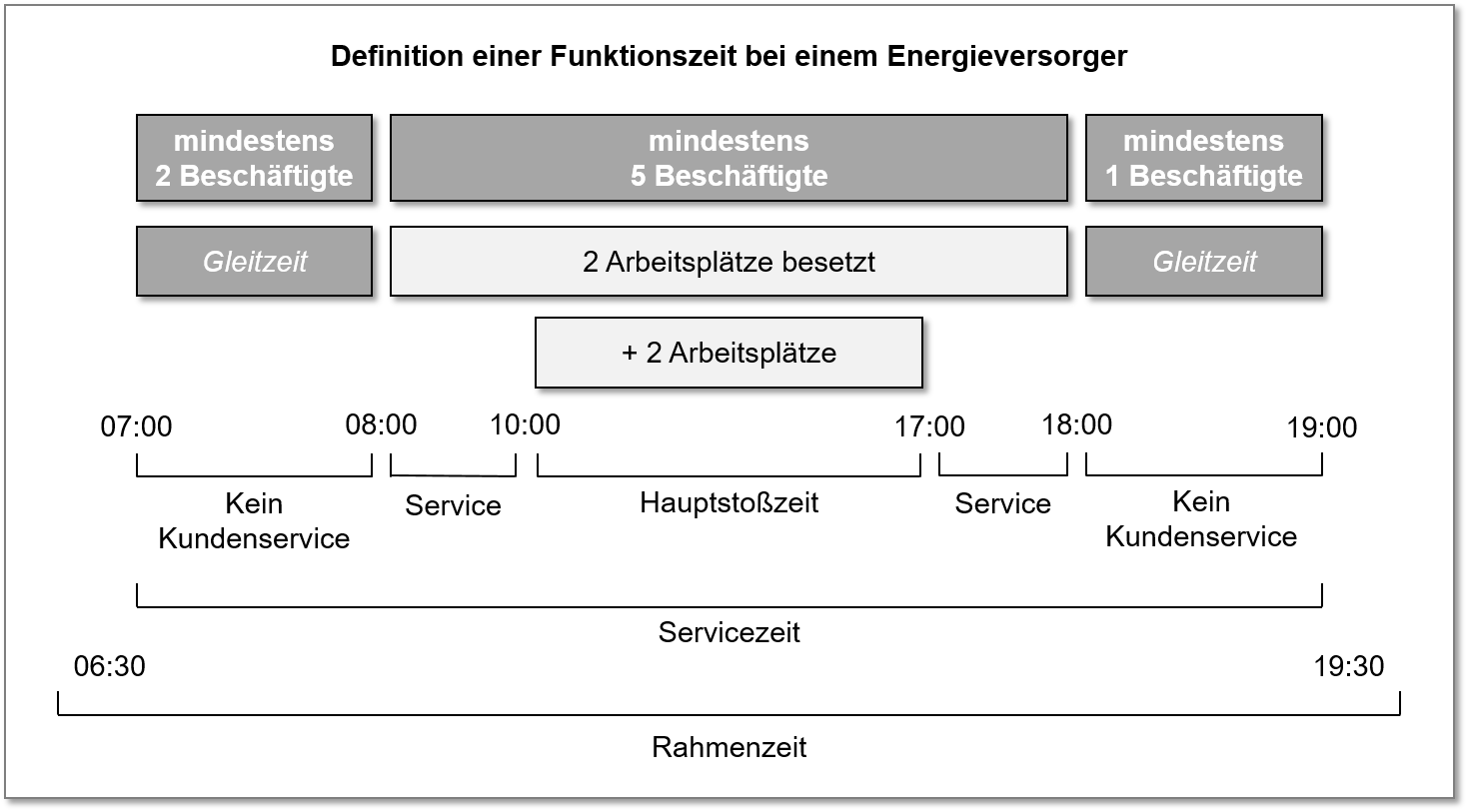
Beispielsdefinition einer Funktionszeit

Für die Einführung und Ausgestaltung der Funktionszeit ist zu beachten, dass insbesondere die Festlegung der Pausenregelung sowie der Methode der Zeiterfassung und das Einplanen von Mehrarbeit und Überstunden sowie die Festlegung des Ausgleichszeitraums der zwingenden Mitbestimmung des Betriebsrates unterliegen.

## Vor- und Nachteile von Funktionszeiten
Bei der Zusammenstellung von Vor- und Nachteilen des Funktionszeitmodells kann zwischen der Arbeitnehmer- und der Arbeitgebersicht differenziert werden.

### Das Modell Funktionszeit aus Arbeitgebersicht

#### Vorteile
Der Arbeitgeber wird durch die Delegation der Arbeitszeitplanung an die Beschäftigten zeitlich entlastet und kann sich anderen Themen widmen. Gleichzeitig erhöht sich das unternehmerische Denken im Team, indem der Fokus bei der Arbeitszeitplanung auf die Funktionalität des Betriebes gerichtet wird. Das Funktionszeitmodell erfährt in der Belegschaft meist eine gute Akzeptanz und steigert damit auch die Motivation der Beschäftigten. Dies führt wiederum zu einem Imagegewinn und einer höheren Arbeitgeber-Attraktivität. Durch die breite Eignung dieses Arbeitszeitmodells für eine Vielzahl an Unternehmensbereichen (beispielsweise auch in der Produktion), bietet es aus Arbeitgebersicht ein weitreichendes Flexibilisierungspotenzial. Das Unternehmen hat die Möglichkeit die Funktionszeiten so festzulegen, dass der Personaleinsatz passend zum tatsächlichen Arbeitsanfall geplant werden kann. Die höhere Flexibilität ermöglicht weiterhin die Reduzierung von Fehlzeiten der Beschäftigte durch z. B. Arztterminen, da bei der eigenständigen Arbeitszeitplanung potenzielle Konflikte vorab vermieden werden können.

#### Nachteile
Zur Sicherstellung der Praktikabilität eines Funktionszeitmodells sind verbindliche, schriftliche Regelungen in Bezug auf z. B. Pausenzeiten, Arbeitszeitkonten und Ruhezeiten zwischen Arbeitstagen erforderlich. Besitzt das Unternehmen einen Betriebsrat, ist dieser in Ausgestaltung der Betriebsvereinbarung einzubeziehen. Um das Funktionszeitmodell sinnvoll anzuwenden, sollte zudem eine Mindestzahl an Beschäftigten gegeben sein. Damit das Vertretungskonzept funktioniert, sind Mehrfachqualifikationen von Arbeitnehmern in einem Team notwendig. Das Modell lässt sich weiterhin nicht gleichermaßen auf alle Abteilungen eines Unternehmens anwenden. Dies kann zu teamübergreifender Unzufriedenheit bei nicht berücksichtigten Abteilungen führen. Auch wenn die Teams intern bei der Absprache nicht gut harmonieren, können dauerhafte Spannungen entstehen. Hierbei muss beachtet werden, dass nicht jeder Beschäftigte gerne in gleichem Umfang Verantwortung übernimmt und nicht jeder Vorgesetzte sie gerne abgibt. Grundsätzlich steigt der Abstimmungsaufwand je mehr Beschäftigte nicht gleichzeitig im Unternehmen sind. Die erforderliche Arbeitszeitaufschreibung führt darüber hinaus für das Unternehmen zu einem erhöhten Verwaltungsaufwand.

### Das Modell Funktionszeit aus Arbeitnehmersicht

#### Vorteile
Die Beschäftigten übernehmen in diesem Arbeitszeitmodell ein hohes Maß an Zeitsouveränität durch eine flexible Arbeitszeiteinteilung. Die dabei erzielte Flexibilität betrifft vor allem die individuelle Gestaltung des Arbeitsbeginns und des Arbeitsendes sowie die Berücksichtigung der bevorzugten Tagesrhythmen der Arbeitnehmer. Über die Verknüpfung des Funktionszeitmodells mit einem Arbeitszeitkonto kann den Beschäftigten zudem die Möglichkeit eingeräumt werden, auf einem Arbeitszeitkonto Zeit anzusparen und bei Bedarf flexibel einzulösen. Das Modell fördert durch die gesteigerte Verantwortungsübernahme die Selbstmanagementfähigkeiten innerhalb des Teams sowie das unternehmerische Denken der Beschäftigten.

#### Nachteil
Für die Funktionalität des Funktionszeitmodells ist ein hohes Maß an Abstimmungsfähigkeiten im Team bei der Besetzung der Arbeitszeiten notwendig, da ansonsten Konflikte zwischen den Beschäftigten entstehen können. Unzufriedenheit entsteht insbesondere dann, wenn vorteilhafte und nachteilige Arbeitszeiten nicht gleichermaßen auf die Beschäftigten verteilt werden. Dies wiederum setzt die Bereitschaft der Arbeitnehmer voraus, selbstorganisiert Verantwortung für die eigene Arbeitszeitplanung zu übernehmen. Ein weiterer Nachteil liegt darin, dass nicht alle Beschäftigten jederzeit im Unternehmen erreichbar sind.